# Кристенсен, Кейт
Кейт Лорен Кристенсен (англ. Kayte Lauren Christensen; род. 16 ноября 1980 года в Лейквью, штат Орегон, США) — американская профессиональная баскетболистка, выступавшая в женской национальной баскетбольной ассоциации за клубы «Финикс Меркури», «Хьюстон Кометс» и «Чикаго Скай». Также работала комментатором на канале ESPNU.

## Профессиональная карьера
Кристенсен была выбрана клубом «Финикс Меркури» на драфте ВНБА 2002 года в третьем раунде под общим 40 номером. В своих первых четырёх сезонах в ВНБА она в среднем за игру набирала 3,8 очка и делала 2,9 передачи. В дебютном сезоне за «Меркури» её процент реализации бросков составил 50,5 %, что являлось вторым показателем среди всех новичков. 24 марта 2006 года она перешла в «Хьюстон Кометс», однако уже 16 мая команда отказалась от её услуг. Месяц спустя она вернулась в «Меркури», за который отыграла ещё 6 игр.
По окончании сезона 2006 года Кристенсен стала свободным агентом и в марте 2007 года подписала контракт с «Чикаго Скай». В новой команде она выходила на площадке в 23 играх, забив всего 48 очков. В 2008 году она была уволена из команды, так как пропустила начало сезона из-за травмы спины.

## Личная жизнь
22 сентября 2014 года Кристенсен была арестована в Калифорнии за вождение в состоянии алкогольного опьянения.